# Noura Ghazi

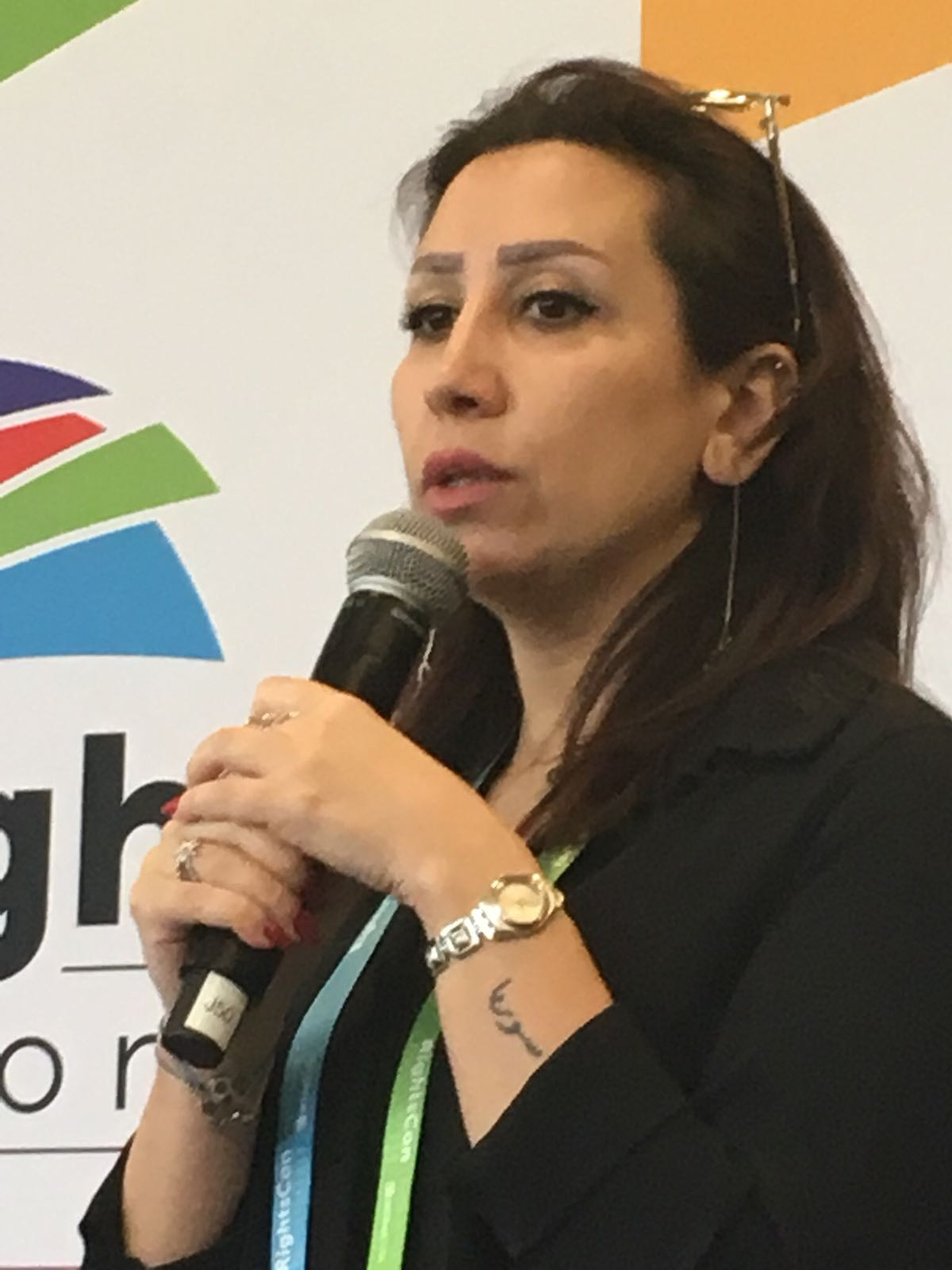
Noura Ghazi

Noura Ghazi (Arabisch: نورا غازي), of Noura Ghazi Safadi ( نورا غازي صفدي; Damascus, 30 september 1981) is een Syrische mensenrechtenactivist en advocaat. Haar man, de Palestijns-Syrische Bassel Khartabil (Arabisch: باسل خرطبيل), of Bassel Safadi ( باسل صفدي) was een open-source software ontwerper en een van Syrië's vooraanstaande activisten strijdend voor vrijheid van meningsuiting en democratie. Hij werd in 2012 gearresteerd door de Syrische overheid en in 2015 geëxecuteerd.

## Leven
Ghazi kwam vroeg in aanraking met schendingen van de mensenrechten tegen politieke gevangenen. Haar vader, een politiek dissident, werd gearresteerd toen zij nog een kind was. Zij bezocht hem in de Adragevangenis in Damascus en woonde zijn hoorzittingen bij. Al op haar twaalfde zwoer zij dat ze advocaat zou worden ter verdediging van gewetensgevangenen. Ghazi studeerde rechten aan de Universiteit van Damascus.
Ghazi ontmoette haar man Bassel Khartabil Safadi in april 2011 tijdens een protest in Douma tegen Basher al-Assad's autocratisch bewind. Vanaf 15 maart, 2012, werd Khartabil door de Syrische overheid vastgehouden in de Adra gevangenis. Ghazi en Khartabil trouwden in de eerste week van 2013. De bruiloft vond plaats gedurende twee gevangenisbezoeken: tijdens het eerste bezoek deden Ghazi en Khartabil hun huwelijksgeloften. Op het tweede bezoek werd Ghazi vergezeld door haar oom, die advocaat is, en werd het huwelijk officieel voltrokken.
In de periode tussen toen en 3 oktober 2015 werd Khartabil overgeplaatst naar een onbekende locatie, vermoedelijk om veroordeeld te worden door een militaire rechtbank. Op 11 november 2015 kwamen geruchten aan het licht dat Khartabil in het geheim tot de doodstraf was veroordeeld. In augustus 2017 vernam Ghazi dat Khartabil was geëxecuteerd door het Syrisch regime kort na zijn verdwijning in 2015. Ze weet vooralsnog niet wat er is gebeurd met het stoffelijk overschot van haar man.
Het verhaal van Ghazi en Khartabil, ook bekend als De Bruid en Bruidegom van de Revolutie, is een bekend verhaal geworden onder activisten.

## Werk
Ghazi schreef "Waiting", een poëtisch memoire, deels dagboek, deels een liefdesbrief aan haar man. De bundel bestaat uit zesentwintig gedichten en is chronologisch geordend naar de geschiedenis van het koppel, gelijklopend met het verloop van de Syrische Burgeroorlog. Het koppel werkte meer dan een jaar samen aan het boek. Ghazi koos de teksten en smokkelde ze vervolgens een voor een de gevangenis in waar Khartabil zich bevond, waar hij de teksten vertaalde naar het Engels.
Ghazi is lid van Families for Freedom, opgericht in 2017 als de eerste door vrouwen geleide belangenorganisatie voor Syrische gedetineerden en hun familie. Deze organisatie richt zich op het bevrijden van gedetineerden die verdwijnen en vastgezet worden door het Syrische regime. In 2018 werd Ghazi door Amnesty International benoemd als een van de "8 kick-ass women standing up for our rights" voor haar inzet als advocaat voor politieke gevangenen.